# Девушки из Рошфора
«Девушки из Рошфора» (фр. Les Demoiselles de Rochefort) — музыкальный фильм, мелодрама режиссёра Жака Деми. Второй фильм трио Жака Деми, Мишеля Леграна и Катрин Денёв после «Шербурских зонтиков».

## Сюжет
Действие фильма происходит в небольшом приморском французском городке Рошфор в течение нескольких дней июля 1966 года, когда там происходит воскресная ярмарка. События разворачиваются на центральной площади Кольбер, в музыкальном магазине и кафе, которым владеет мадам Ивонн Гарнье. Её дочери Дельфин и Соланж Гарнье зарабатывают на жизнь уроками музыки и танцев. Они ищут свою любовь и мечтают уехать из провинции в столицу.
Из Парижа в Рошфор приезжает Саймон Дам и открывает музыкальный магазин. Много лет назад он был влюблён в Ивонн, но обстоятельства заставили их расстаться, как они думают навсегда. Соланж обращается к нему с просьбой помочь ей с музыкальной карьерой. Дам близко знаком с американским продюсером Энди Миллером, который гостит на ярмарке. Сестры знакомятся с молодыми людьми, путешествующими коммивояжёрами Этьеном и Биллом, которые приглашают их выступить в шоу на ярмарке. Ярмарка скоро закроется, у сестёр Гарнье совсем немного времени, чтобы устроить свою жизнь и найти любовь…

## В ролях
- Катрин Денёв — Дельфин Гарнье, сестра-близнец Соланж, преподаёт танцы
- Франсуаза Дорлеак — Соланж Гарнье, сестра-близнец Дельфин, преподаёт музыку
- Даниэль Дарьё — Ивонн Гарнье, мать Дельфин, Соланж и Бубу, владелица кафе на площади Кольбер де Рошфор
- Джин Келли — Эндрю «Энди» Миллер, американский музыкант и продюсер, старый друг Симона Дама
- Жак Перрен — Максанс, художник и поэт—романтик, проходящий в Рошфоре срочную военную службу матросом ВМС Франции
- Джордж Чакирис — Этьен, коммивояжёр, продающий мотоциклы, велосипеды и моторные лодки
- Гровер Дейл — Билл, механик, помощник коммивояжёра Этьена
- Мишель Пикколи — Саймон Дам, владелец музыкального салона—магазина в Рошфоре, любовник Ивонн Гарнье и отец Бубу
- Жак Риберолль — Гийом Лансьен, владелец картинной галереи в Рошфоре, бывший любовник Дельфин
- Женевьев Тенье — Жозетта, официантка в кафе мадам Гарнье
- Анри Кремьё  — Сабтиль Дютру, рантье, старый друг Пепе, убийца 60-летней Пелажи Розье, бывшей танцовщицы кабаре Фоли-Бержер
- Памела Харт — Джудит, танцовщица, бывшая подружка Этьена
- Лесли Норт — Эстер, танцовщица, бывшая подружка Билла
- Патрик Жанте — Бубу, школьник, младший единокровный брат сестер-близнецов и внебрачный сын мсье Симона Дама
- Рене Паскаль — Пепе, отец мадам Гарнье, увлекающийся авиамоделизмом, приятель Дютру

## Съёмки
Съемки проходили с 31 мая по 27 августа 1966 года, с несколькими выходными днями, чтобы дать возможность отдохнуть актерам и техническому персоналу. В сценах пения и танцев громкоговорители воспроизводили песни, чтобы поющие актеры могли настроиться на них. Съёмки сцен проводились в зависимости от погоды, а съёмки интерьеров занимали несколько дождливых дней. Лето 1966 года выдалось прекрасным, ярким и тёплым, что позволило сделать отличные кадры на открытом воздухе. Население Рошфора принимало участие во многих костюмированных сценах, особенно на улицах и перед выходом из школы.
Деми попытался повторить успех «Шербурских зонтиков», создав яркое костюмированное шоу, и в то же время сохранить поэтический настрой этого фильма. Постановочные затраты разделили между собой французская и американская кинокомпании. Съёмки велись в Рошфоре большей частью на площади Кольбер и прилегающих к ней улицах. Сорок тысяч квадратных метров городских фасадов были перекрашены для съёмок (по мнению некоторых, например, немецкого журналиста Михаэля Ханиша, чересчур ярко). Интерьер кафе мадам Гарнье построила известная компания Saint-Gobain.
Поначалу предполагалось, что роли сестёр Гарнье исполнят Бриджит Бардо, совсем недавно с успехом снявшаяся в другом дуэте с Жанной Моро в фильме «Вива, Мария!», и Одри Хепбёрн. Однако в итоге главные роли были отданы актрисам, более подходящим по возрасту.
Франкоязычный и англоязычный варианты картины снимались параллельно. Даниэль Дарьё единственная из всех актёров пела сама. Были проведены сотни прослушиваний для того, чтобы найти певцов с голосами, похожими на голоса тех актёров, которых они должны были дублировать. 
Деми и Легран предпочли исполнительнице Даниэль Ликари, дублировавшей Катрин Денёв в «Шербурских зонтиках», Энн Жермен (фр. Anne Germain, 1935—2016), которая, как и сестра композитора Кристиан Легран (1930—2011), была участницей группы The Swingle Singers. Впоследствии Энн Жермен снова пела за Катрин Денёв в «Ослиной шкуре» (1970), в этой же картине Жак Рево опять дублировал Жака Перрена (в роли Максанса).
Партии Франсуазы Дорлеак в роли Соланж исполнила французская певица Клод Парен (фр. Claude Parent, род. 1934).
Жорж Бланес позднее ещё раз озвучил героя Мишеля Пикколи в фильме «Комната в городе», снятом Жаком Деми в 1981 году.
Джин Келли из-за плотного рабочего графика не имел возможности выучить песни на французском, и поэтому его дублировал англоязычный певец Дональд Берк, акцент которого создавал впечатление, что Келли исполнял песни сам.

Актёры снимались под уже записанную фонограмму, каждый музыкальный номер был рассчитан до секунды. Катрин Денёв описывает своё состояние во время работы над фильмом как скованность: 
«… но это, понимаете ли, приятная скованность. Образно говоря, ты попала в капкан и пытаешься освободиться, иного пути нет».
По сравнению с «Шербурскими зонтиками» задачи, стоящие перед ней, были легче, так как музыкальные номера были короткими и более простыми, но танцевать приходилось самой, «и было заметно, что танец не её стихия» (Плахов).

## Отзывы
Фильм создан по лекалам классического мюзикла: действие разворачивается через пение и танец, дополняясь диалогами. Главная роль отводилась безусловно танцу, критики называли «Девушек из Рошфора» «станцованным фильмом» (фр. film dancé) в отличие от «спетого фильма» «Шербурские зонтики». Часть ролей исполнили американские актёры — Джордж Чакирис («Вестсайдская история»), Гровер Дейл, Джин Келли («Поющие под дождём», «Американец в Париже»).
Жорж Садуль свою статью о фильме назвал «Зюйд-вестская история», имея в виду удачное с его точки зрения соединение двух стилей — американского и французского. Он приветствовал рождение первого французского мюзикла, наделённого ярко выраженной национальной индивидуальностью и назвал его совершенным «в жанре, который было бы ошибкой считать низшим». Кинокритик Пьер Бийар, сообщая на страницах еженедельника «Экспресс» о том, что картину увидело рекордное количество зрителей, охарактеризовал сам фильм одним словом — «событие». Однако не все критики приняли фильм благосклонно. Самюэль Лашиз из «Юманите» нашёл сюжет «Девушек» «примитивным и пустым», сам фильм — подражанием американским образцам и вторичным по отношению к «Зонтикам», которые, по его мнению, также не принадлежали к «достижениям мирового киноискусства». Альбер Сервони из «Франс нувель» отмечал, что от Жака Деми «можно было ожидать большего».
Зрители по обе стороны океана (фильм сделал во французском прокате рекордные сборы и с успехом прошёл в США) были единодушны в своих восторженных оценках. Тёплому приёму не помешали даже заметные различия в классе голливудских и французских танцоров — последние не обладали выучкой своих американских коллег. Одной из несомненных удач фильма стал дуэт непохожих друг на друга, разных по характерам (романтичной и эксцентричной), но внутренне близких сестёр, игра которых восхищала всех. Ведущей критики признали Франсуазу, работавшую более ярко, а Денёв, по мнению Анри Шапье, следовала тону картины, задаваемому сестрой, «в своей манере — легко, романтично и нежно, как солнечный луч». Однако для зрителей дуэт был неразделим: когда одна из газет провела среди своих читателей опрос, кто из сестёр был лучше, они получили одинаково высокие оценки и удостоились званий «двух жемчужин в короне», «молодого двуглавого орла» и «гордости французского кино».
В 1993 году вдова Жака Деми Аньес Варда сняла документальную картину Les demoiselles ont eu 25 ans о съёмках «Девушек из Рошфора» и о том, чем запомнился фильм жителям города.
Площадь перед вокзалом Рошфора с 1992 года носит имя Франсуазы Дорлеак, погибшей в автомобильной катастрофе вскоре после премьеры фильма.

## Премии и награды
- В 1969 году фильм был номинирован на премию «Оскар» за лучшую музыку (Мишель Легран).